# Dario Šits
Dario Šits (Kuldiga, 4 febbraio 2004) è un calciatore lettone, attaccante del Parma e della nazionale lettone.

## Carriera

### Club
Šits è cresciuto nel settore giovanile del Metta e nel 2020 è stato acquistato dal Parma che lo ha assegnato alla formazione Primavera. Ha debuttato in prima squadra il 2 marzo 2022 nell'incontro di Serie B pareggiato 1-1 contro il Monza.
Il 24 agosto 2023 è stato ceduto in prestito alla SPAL, dove ha tuttavia subito un infortunio al legamento crociato anteriore del ginocchio sinistro al suo esordio contro la Vis Pesaro. Rientrato in gruppo nel mese di aprile, non è più sceso in campo con il club di Ferrara ed al termine della stagione ha fatto ritorno al Parma. Il 18 luglio è passato in prestito all'Helmond Sport ed il 18 agosto ha segnato il suo primo gol in carriera decidendo la trasferta di Eerste Divisie contro il Cambuur terminata 1-0.

### Nazionale
Ha giocato nelle nazionali giovanili lettoni Under-16, Under-17, Under-19 ed Under-21.
Ha debuttato con la nazionale maggiore lettone il 10 ottobre 2024 nell'incontro di UEFA Nations League contro la Macedonia del Nord. Tre giorni dopo, sempre in Nations League, gioca la sua seconda gara per la Lettonia realizzando il suo primo gol in nazionale.

## Statistiche

### Presenze e reti nei club
Statistiche aggiornate all'8 novembre 2024
| Stagione        | Squadra         | Campionato      | Campionato | Campionato | Coppe nazionali | Coppe nazionali | Coppe nazionali | Coppe continentali | Coppe continentali | Coppe continentali | Altre coppe | Altre coppe | Altre coppe | Totale | Totale | Totale |
| Stagione        | Squadra         | Comp            | Pres       | Reti       | Comp            | Pres            | Reti            | Comp               | Pres               | Reti               | Comp        | Pres        | Reti        | Pres   | Reti   |        |
| --------------- | --------------- | --------------- | ---------- | ---------- | --------------- | --------------- | --------------- | ------------------ | ------------------ | ------------------ | ----------- | ----------- | ----------- | ------ | ------ | ------ |
| 2021-2022       | Parma           | B               | 3          | 0          | CI              | 0               | 0               | -                  | -                  | -                  | -           | -           | -           | 3      | 0      |        |
| 2022-2023       | Parma           | B               | 2          | 0          | CI              | 1               | 0               | -                  | -                  | -                  | -           | -           | -           | 3      | 0      |        |
| 2023-2024       | SPAL            | C               | 1          | 0          | CI+CI-C         | 0               | 0               | -                  | -                  | -                  | -           | -           | -           | 1      | 0      |        |
| 2024-2025       | Helmond Sport   | 1D              | 20         | 6          | CO              | 1               | 0               | -                  | -                  | -                  | -           | -           | -           | 21     | 6      |        |
| Totale carriera | Totale carriera | Totale carriera | 18         | 4          |                 | 2               | 0               |                    | -                  | -                  |             | -           | -           | 20     | 4      |        |

### Cronologia presenze e reti in nazionale
| Cronologia completa delle presenze e delle reti in nazionale ― Lettonia | Cronologia completa delle presenze e delle reti in nazionale ― Lettonia | Cronologia completa delle presenze e delle reti in nazionale ― Lettonia | Cronologia completa delle presenze e delle reti in nazionale ― Lettonia | Cronologia completa delle presenze e delle reti in nazionale ― Lettonia | Cronologia completa delle presenze e delle reti in nazionale ― Lettonia | Cronologia completa delle presenze e delle reti in nazionale ― Lettonia | Cronologia completa delle presenze e delle reti in nazionale ― Lettonia |
| Data                                                                    | Città                                                                   | In casa                                                                 | Risultato                                                               | Ospiti                                                                  | Competizione                                                            | Reti                                                                    | Note                                                                    |
| ----------------------------------------------------------------------- | ----------------------------------------------------------------------- | ----------------------------------------------------------------------- | ----------------------------------------------------------------------- | ----------------------------------------------------------------------- | ----------------------------------------------------------------------- | ----------------------------------------------------------------------- | ----------------------------------------------------------------------- |
| 10-10-2024                                                              | Riga                                                                    | Lettonia                                                                | 0 – 3                                                                   | Macedonia del Nord                                                      | UEFA Nations League 2024-2025 - 1º turno                                | -                                                                       | 17’                                                                     |
| 13-10-2024                                                              | Tórshavn                                                                | Fær Øer                                                                 | 1 – 1                                                                   | Lettonia                                                                | UEFA Nations League 2024-2025 - 1º turno                                | 1                                                                       | 66’                                                                     |
| 14-11-2024                                                              | Skopje                                                                  | Macedonia del Nord                                                      | 1 – 0                                                                   | Lettonia                                                                | UEFA Nations League 2024-2025 - 1º turno                                | -                                                                       | 71’                                                                     |
| 21-3-2025                                                               | Andorra la Vella                                                        | Andorra                                                                 | 0 – 1                                                                   | Lettonia                                                                | Qual. Mondiali 2026                                                     | 1                                                                       | 46’ 49’                                                                 |
| 24-3-2025                                                               | Londra                                                                  | Inghilterra                                                             | 3 – 0                                                                   | Lettonia                                                                | Qual. Mondiali 2026                                                     | -                                                                       | 61’ 89’                                                                 |
| Totale                                                                  |                                                                         | Presenze                                                                | 5                                                                       |                                                                         | Reti                                                                    | 2                                                                       |                                                                         |